# Muntbusopening
Een muntbusopening is een steekproefsgewijze controle van de muntproductie op naleving van de voorschriften van de muntheer, vooral gewicht en gehalte. 